# Двойносвързан списък
В компютърните науки двойно свързаният списък  е свързана структура от данни, състояща се от множество последователно свързани елементи. Всеки един елемент съдържа две полета, наречени връзки, които са референции (указатели) към предишния и следващия елемент в поредицата от елементи. Връзките на началните и крайните елементи в двойно свързания списък имат по един специален вид разклонение, служещо за прекратяване обхождането на списъка. Този специален вид разклонение обичайно е празен елемент (sentinel node) или null. Ако списъкът има само един празен елемент, то той е кръгообразно свързан чрез него. Двойно свързаният списък може да бъде представен и като два отделни единично свързани списъка, съставящи се от едни и същи елементи, но в противоположен ред.
Това, което позволява обхождането на списъка в двете посоки, са двете връзки на всеки елемент. Въпреки че добавянето и премахването на елемент от двойно свързания списък изисква промяната на повече връзки, отколкото същата операция в единично свързания, операциите са по-опростени и потенциално по-ефикасни (за елементите, различни от крайните), защото по време на обхождане няма нужда да се взима под внимание връзката към предишното разклонение и няма нужда да се обхожда списъкът, за да се открие връзката, която трябва да се промени.
Тази концепция е и в основата на техниката за запаметяване в мнемоничната свързваща система (наричана още „свързващ метод“).

## Номенклатура и имплементация
Първият и последният елемент на двойно свързания списък, наричани съответно „head“ (глава) и „tail“ (опашка), могат да бъдат достигнати незабавно (т.е. без обхождане на списъка). Те позволяват обхождането на списъка от началото или края – например обхождане на списъка от началото към края или от края към началото за намиране на елемент с конкретна стойност. След като се намери конкретен елемент с дадена стойност, той може да се използва като начало за ново обхождане на списъка в двете посоки – към началото на списъка или към неговия край.
Полетата, представляващи връзките към съседните елементи в двойно свързания списък, често се наричат next и previous или forward  и backward, съответно предходен и следващ. Указателите, които държат съответните полета, най-често са представени катоpointer, но могат също така да бъдат и адресни отклонения или индекси в масив, в който съществуват елементите, към които се сочи.

## Основни алгоритми
Представени са следните основни алгоритми, написани на Ada:

### Отворен свързан списък
```
record
 
DoublyLinkedNode
 {
    prev 
// A reference to the previous node

    next 
// A reference to the next node

    data 
// Data or a reference to data

}
```

```
record
 
DoublyLinkedList
 {
     
DoublyLinkedNode
 firstNode 
// points to first node of list

     
DoublyLinkedNode
 lastNode 
// points to last node of list

}
```

#### Обхождане
Обхождането на двойно свързания списък може да се направи и в двете посоки. Посоката на обхождане може да бъде променяна многократно. Обхождането често се среща като итерация, но използването на тази терминология е неподходящо, тъй като итерация има добре дефинирана семантика (например в математиката), която не е аналог на обхождане.
Обхождане отпред назад с отправна точка първи елемент:
```
node := list.firstNode
 
while
 node ≠ 
null

     <do something with node.data>
     node := node.next
```

Обхождане отзад напред с отправна точка последен елемент:
```
node := list.lastNode
 
while
 node ≠ 
null

     <do something with node.data>
     node := node.prev
```

#### Вмъкване на елемент
За вмъкването на елемент преди или след конкретен елемент се използват следните симетрични функции:
```
function
 insertAfter(
List
 list, 
Node
 node, 
Node
 newNode)
     newNode.prev := node
     newNode.next := node.next
     
if
 node.next == 
null

         list.lastNode := newNode
     
else

         node.next.prev := newNode
     node.next := newNode
```

```
function
 insertBefore(
List
 list, 
Node
 node, 
Node
 newNode)
     newNode.prev := node.prev
     newNode.next := node
     
if
 node.prev == 
null

         list.firstNode := newNode
     
else

         node.prev.next := newNode
     node.prev := newNode
```

За вмъкването на елемент в началото на празен списък се използва функцията:
```
function
 insertBeginning(
List
 list, 
Node
 newNode)
     
if
 list.firstNode == 
null

         list.firstNode := newNode
         list.lastNode := newNode
         newNode.prev := null
         newNode.next := null
     
else

         insertBefore(list, list.firstNode, newNode)
```

За вмъкването на елемент в края на списъка се използва симетричната функция:
```
function
 insertEnd(
List
 list, 
Node
 newNode)
     
if
 list.lastNode == 
null

         insertBeginning(list, newNode)
     
else

         insertAfter(list, list.lastNode, newNode)
```

#### Премахване на елемент
Премахванто на елемент (node) е по-лесно от вмъкването му, но изисква особен подход, ако елементът за премахване е първият (firstNode) или последният (lastnNode):
```
function
 remove(
List
 list, 
Node
 node)
   
if
 node.prev == 
null

       list.firstNode := node.next
   
else

       node.prev.next := node.next
   
if
 node.next == 
null

       list.lastNode := node.prev
   
else

       node.next.prev := node.prev
```

Нежелан ефект от предходния пример е довеждането до стойност null на firstNode и lastNode. Ако се вгледаме по-внимателно, можем да забележим, че няма нужда от отделни функции removeBefore и removeAfter, защото в двойно свързаният списък може да се използва remove(node.prev) или remove(node.next). Това също така гарантира, че елементът, който се отстранява съществува. Ако елементът не съществува в списъка, ще възникне грешка (Exception), която ще трябва да се обработи.

### Кръгов двойно свързани списък

#### Обхождане
Ако се приеме, че someNode е елемент в списък (който не е празен), следващият пример ще обходи списъка, използвайки someNode като отправна точка, която може да бъде който и да е елемент от списъка.
Обхождане отпред назад с отправна точка първи елемент:
```
node := someNode
 
do

     do something with node.value
     node := node.next
 
while
 node ≠ someNode
```

Обхождане отзад напред с отправна точка последен елемент:
```
node := someNode
 
do

     do something with node.value
     node := node.prev
 
while
 node ≠ someNode
```

Обърнете внимание, че проверката за прекратяване на обхождането се извършва, след като той се е изпълнил поне веднъж. Това е нужно в случаите, когато списъкът съдържа единствено елемента someNode, който е нашата отправна и крайна точка.

#### Вмъкване на елемент
Вмъкването на елемент след даден елемент в кръговия двойно свързан списък става чрез следната функция:
```
function
 insertAfter(
Node
 node, 
Node
 newNode)
     newNode.next := node.next
     newNode.prev := node
     node.next.prev := newNode
     node.next := newNode
```

За да вмъкнем елемент преди някой друг (insertBefore), можем отново да използваме функцията insertAfter(node.prev, newNode).
Вмъкване на елемент в празен списък изисква използването на по-сложна функция:
```
function
 insertEnd(
List
 list, 
Node
 node)
     
if
 list.lastNode == 
null

         node.prev := node
         node.next := node
     
else

         insertAfter(list.lastNode, node)
     list.lastNode := node
```

За да вмъкнем елемент в началото, можем да използваме insertAfter(list.lastNode, node).
Премахването на елемент (node) става чрез следната функция, която се съобразява с това, че елементите в списъка намаляват:
```
function
 remove(
List
 list, 
Node
 node)
     
if
 node.next == node
         list.lastNode := 
null

     
else

         node.next.prev := node.prev
         node.prev.next := node.next
         
if
 node == list.lastNode
             list.lastNode := node.prev;
     
destroy
 node
```

## Обобщение
Свързаните списъци са подходящи, когато не се знае колко на брой елементи ще има в колекцията и се цели бързина при вмъкване или премахване на елемент. Тези операции са с константна сложност, тъй като засегнатите елементи от тях са само съседните и по-точно техните връзки.
За сметка на това свързаните списъци не са подходящи, когато има нужда от чест достъп до произволни елементи от списъка. В случая това е бавна операция в сравнение с повечето колекции, тъй като няма индексация на елементите и за да се намери някой конкретен, трябва да се обходи списъкът, докато не се открие търсеният елемент.